# 문화방송 심야드라마
문화방송 심야드라마는 문화방송에서 금요일 밤 12시 50분에 방송되는 텔레비전 드라마이다.
본래, 토요일 심야에 방영되었지만, 2019년 연말 개편으로 금요일에 부활하였다.

## 방송 시간
현재 방송 시간은 2020년 1월 24일을 기준으로 한다.
| 방송 채널 | 방송 기간                           | 방송 시간                                     | 방송 분량                       |
| --------- | ----------------------------------- | --------------------------------------------- | ------------------------------- |
| MBC TV    | 2011년 10월 15일 ~ 2011년 12월 17일 | 매주 토요일 밤 12시 20분 ~ 익일 오전 1시 20분 | 60분                            |
| MBC TV    | 2016년 3월 5일 ~ 2016년 4월 9일     | 매주 토요일 밤 12시 40분 ~ 익일 오전 2시      | 80분 (1회당 40분 2회 연속 방송) |
| MBC TV    | 2016년 4월 16일 ~ 2016년 4월 23일   | 매주 토요일 밤 12시 45분 ~ 익일 오전 2시 05분 | 80분 (1회당 40분 2회 연속 방송) |
| MBC TV    | 2019년 11월 1일 ~ 2019년 11월 15일  | 매주 금요일 밤 12시 50분 ~ 익일 오전 1시 35분 | 45분                            |
| MBC TV    | 2019년 11월 22일                    | 매주 금요일 밤 12시 50분 ~ 익일 오전 1시 45분 | 55분                            |
| MBC TV    | 2019년 11월 29일                    | 매주 금요일 밤 12시 50분 ~ 익일 오전 1시 55분 | 65분                            |
| MBC TV    | 2020년 1월 10일 ~ 2020년 1월 17일   | 매주 금요일 밤 12시 50분 ~ 익일 오전 1시 45분 | 55분                            |
| MBC TV    | 2020년 1월 24일                     | 매주 금요일 밤 12시 45분 ~ 익일 오전 1시 50분 | 65분                            |
| MBC TV    | 2020년 1월 31일 ~ 2020년 2월 28일   | 매주 금요일 밤 12시 50분 ~ 익일 오전 1시 50분 | 60분                            |

## 작품 리스트
- 《심야병원》: 2011년 10월 15일 ~ 2011년 12월 17일
- 《마이 리틀 베이비》: 2016년 3월 5일 ~ 2016년 4월 23일
- 《연애미수》: 2019년 11월 1일 ~ 2019년 11월 29일
- 《최고의 엔딩》: 2020년 1월 10일 ~ 2020년 1월 17일
- 《엑스엑스(XX)》: 2020년 1월 24일 ~ 2020년 2월 21일
- 《심야카페》: 2020년 2월 28일